# Christian Obodo
Christian Udubuesi Obodo (11 de mayo de 1984) es un futbolista nigeriano, se desempeña como Centrocampista. Actualmente se encuentra sin equipo. Fue secuestrado hace poco y su familia pagó 150.000 € por el rescate.

## Clubes
| Club                 | País        | Año         |
| -------------------- | ----------- | ----------- |
| Plateau United       | Nigeria     | 2001        |
| AC Perugia Calcio    | Italia      | 2001 - 2004 |
| Fiorentina           | Italia      | 2004 - 2005 |
| Udinese              | Italia      | 2005 - 2010 |
| Torino (Cedido)      | Italia      | 2010 - 2011 |
| Lecce (Cedido)       | Italia      | 2011 - 2012 |
| Minsk                | Bielorrusia | 2013 - 2013 |
| Olhanense            | Portugal    | 2014        |
| Xanthi FC            | Grecia      | 2014 - 2015 |
| CS Concordia Chiajna | Rumanía     | 2016        |
| Pandurii Târgu Jiu   | Rumanía     | 2016        |
| Apollon Smyrnis      | Grecia      | 2017        |

- Datos: Q464145
- Multimedia: Christian Obodo / Q464145